# August Beyer (Markscheider)
August Beyer der Ältere (* 4. Februar 1677 in Freiberg; † 4. Januar 1753 ebenda) war ein kursächsischer Markscheider, Bergkommissar und Freiberger Ratsherr.

## Leben und Wirken
Beyer war der Sohn von Andreas Beyer (1636–1716), Gymnasialrektor und Oberprediger der Nikolaikirche in Freiberg sowie Autor mehrerer Schriften, darunter Der christliche Bergmann. Mit seinem Vetter Adolph Beyer der Ältere (1709–1768) sowie dessen Söhnen Adolph Beyer (1743–1805) und August Beyer (1746–1806) – alle drei wirkten in Schneeberg – gab es weitere bedeutende Bergbeamte in der Familie.
Früh erkannte man seine Fähigkeiten. Die ersten eigenen Risse datieren aus dem Jahr 1693. Schon 1697, im Alter von 20 Jahren, wurde er zum Nachfolger seiner Lehrers Johann Berger (1649–1695) als Markscheider für das bedeutende Freiberger Bergrevier bestimmt. Seine Dankbarkeit, in die er den damaligen Oberberghauptmann Abraham von Schönberg mit einschloss, drückte er in einem umfangreichen Trauergedicht aus. In ihm bezeichnet er Freiberg bereits 70 Jahre vor Gründung der Bergakademie Freiberg „als Brennpunkt der Bergwissenschaft“. 1724 wurde er unter August dem Starken Bergkommissar und 1725 Freiberger Ratsherr. Außerdem war er Beisitzer des Bergschöppenstuhls. Im Laboratorium der Stipendienkasse von Bergrat Johann Friedrich Henckel, einer Vorgängerinstitution der Bergakademie Freiberg, hielt er u. a. für Michail Wassiljewitsch Lomonossow Vorlesungen in Markscheidewesen.
Bedeutende Werke hinterließ er mit dem historisch-statistischen Werk über den Freiberger Bergbau Das gesegnete Markgrafthum Meißen, das eine Zusammenstellung der Ausbeuten zwischen 1529 und 1729 enthält. Durch sein Werk Gründlicher Unterricht von Berg-Bau nach Anleitung Der Marckscheider-Kunst, das er mit dem reichen Erfahrungsschatz von 52 Jahren Berufstätigkeit verfasste, gilt er neben Balthasar Rösler als einer der Mitbegründer des Markscheidewesens als eigenständige Disziplin.
Er besaß eine umfangreiche Mineraliensammlung, für die ein gedrucktes Verzeichnis erstellt wurde.
August Beyer wurde in der Nikolaikirche beigesetzt. Sein aus Holz geschnitztes Epitaph, das reich u. a. mit einer allegorischen Markscheiderfigur und zugehörigem Vermessungsgerät verziert ist, befindet sich heute in der Petrikirche.

## Werke
- Das gesegnete Marckgrafthum Meißen, an unterirdischen Schätzen und Reichthum, an allen Metallen und Mineralien, nach der Austheilung an Ausbeuthen und wiedererstattetem Verlag des Alten Bergwercks bey der Churfl. Sächs. Berg-Stadt Freyberg. Dresden, J. C. Krause, 1732
- Gründlicher Unterricht von Berg-Bau nach Anleitung Der Marckscheider-Kunst . Schneeberg: Fulde. 1749 (Digitalisat)
- Gründlicher Unterricht vom Bergbau nach Anleitung der Markscheidekunst. Altenburg: Richter, 2. Aufl. durch Johann Friedrich Lempe, 1785 (Digitalisat)